# 용감한 방패 훈련

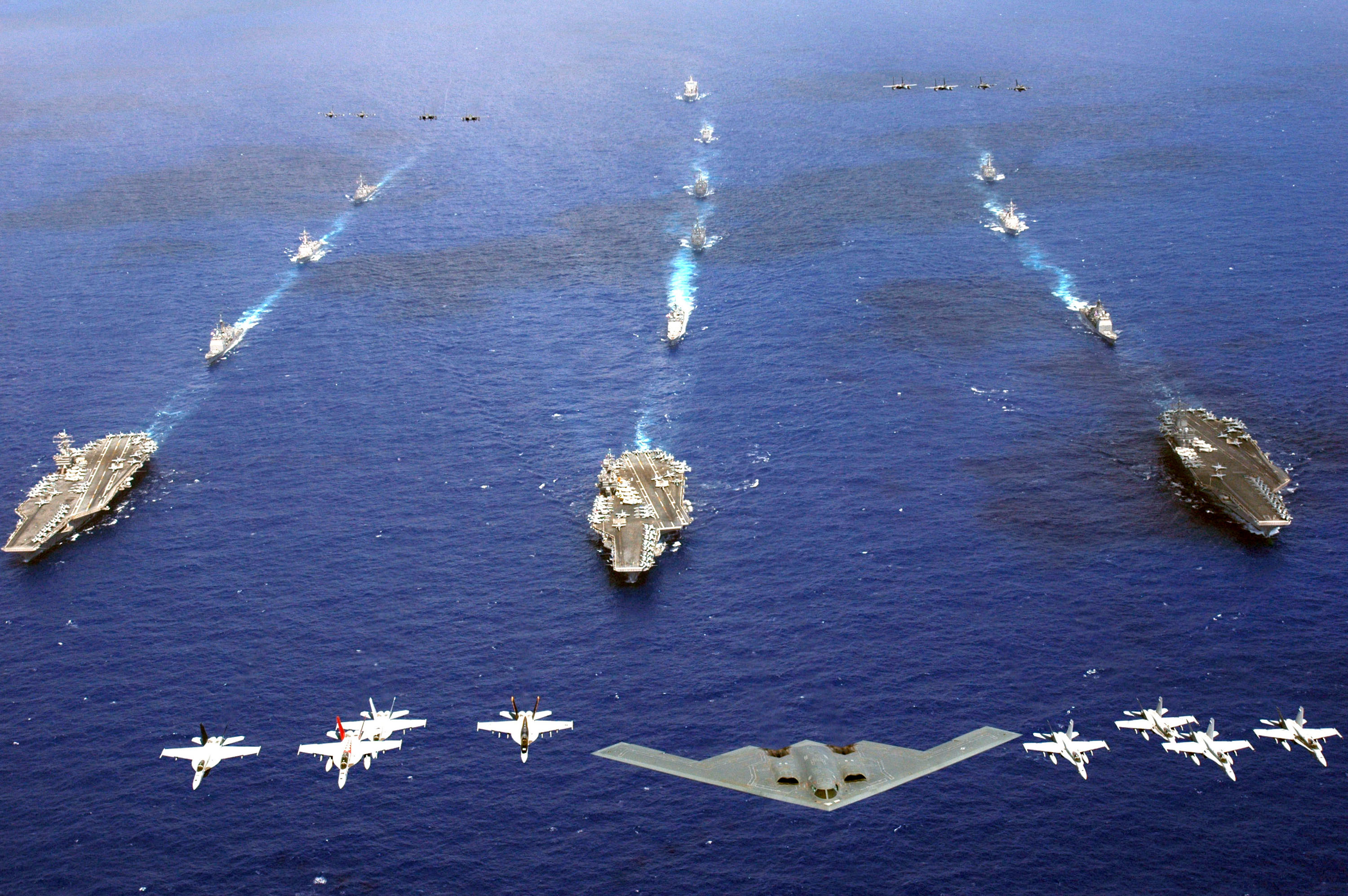
2006년 용감한 방패 훈련 중 3개 항공모함 타격단 위에서 리드하는 B-2 스피릿 편대

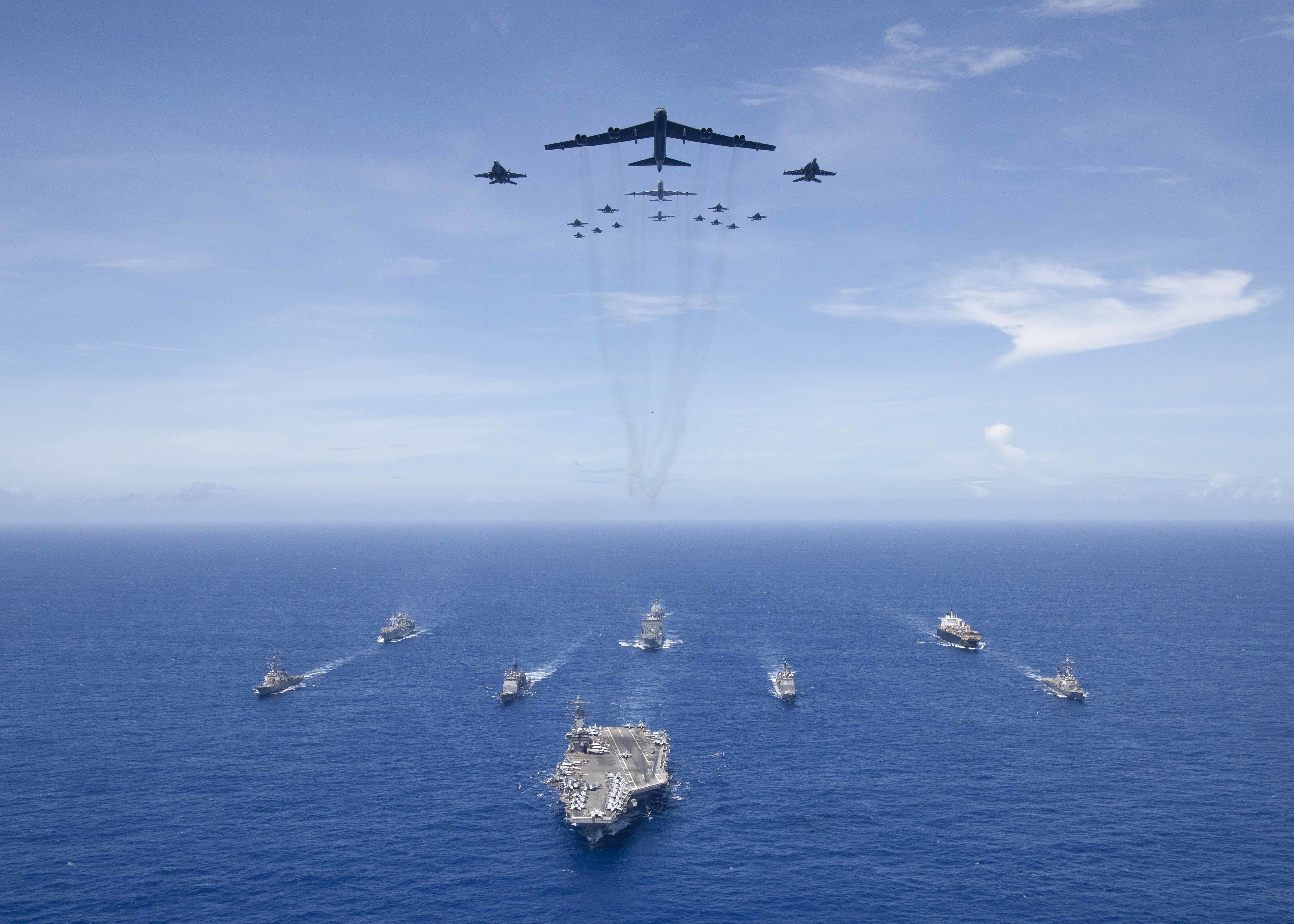
2018년 용감한 방패 훈련 중 USS 로널드 레이건 (CVN-76) 항공모함 타격단과 그 위를 비행하는 B-52와 F/A-18 기체들

용감한 방패 훈련(영어: Exercise Valiant Shield)은 2006년부터 태평양에서 비정기적으로 실시되는 미군의 대규모 군사훈련이다. 2018년까지 총 7번의 훈련이 실시되었다.

## 2006년 훈련
최초로 치러진 2006년 훈련에는 USS 키티 호크, USS 에이브러햄 링컨, USS 로널드 레이건 이상 3척의 항공모함을 포함한 30여 척의 함선과 280여 대의 항공기, 22,000여 명의 인원이 참여하였다. 이는 베트남 전쟁 이후 태평양에서 치러진 미군의 최대 규모 군사훈련이었다.